# ATP Saint-Vincent 1987
L'ATP Saint-Vincent 1987 è stato un torneo di tennis giocato sulla terra rossa. È stata la 2ª edizione dell'ATP Saint-Vincent che fa parte del Nabisco Grand Prix 1987. Si è giocato a Saint-Vincent in Italia dal 10 al 16 agosto 1987.

## Campioni

### Singolare
Pedro Rebolledo ha battuto in finale  Francesco Cancellotti con il punteggio di 7–6, 4–6, 6–3

### Doppio
Charles Cox /  Michael Fancutt hanno battuto in finale  Massimo Cierro /  Alessandro De Minicis con il punteggio di 6–3, 6–4